# Talang (Talang)
Talang is een bestuurslaag in het regentschap Tegal van de provincie Midden-Java, Indonesië. Talang telt 2640 inwoners (volkstelling 2010).